# Wriedel
Wriedel er en kommune i Samtgemeinde Bevensen-Ebstorf i den nordlige del af Landkreis Uelzen i den nordøstlige del af tyske delstat Niedersachsen, og en del af Metropolregion Hamburg. Kommunen har et areal på godt 104 km², og en befolkning på godt 2.400 mennesker.

## Geografi
Wriedel ligger i et hedeområde med nogle bakker: Westberg (105,5 m), Sultberge (102 m), Schiffberg (101 m), Pracherberg (100 m), Schaperberg (97,8 m), Gannerberg (89 m), Kolkenberg (99 m), Krähenberg (91,5 m), Kreuzberg ved Schatensen (89,9 m), Osterberg ved Brockhöfe (89 m), Kreuzberg ved Wriedel (85,7 m), Osterberg ved Holthusen I (86,5 m), Mühlenberg (81,4 m).
Gennem kommunen løber vandløbene Wriedeler Bach og Schwienau. I den sydlige ende af kommunen ligger Brambosteler Moor der er et 105 ha stort Naturschutzgebiet i Naturpark Lüneburger Heide.

### Inddeling
I kommunenn ligger ud over Wriedel, landsbyerne Arendorf, Brambostel, Brockhöfe, Holthusen I, Lintzel, Schatensen, Wettenbostel og Wulfsode eingegliedert, der indtil 1972 var selvstændige kommuner . Desuden ligger der bebyggelserne Arnoldshof, Bahnhof Brockhöfe, Bruch, Grenzhof, Heidehof, Försterei Langlingen og Siedlung Wense.